# Abbaye de Reifenstein
Pour les articles homonymes, voir Reiffenstein.
L'abbaye de Reifenstein est une ancienne abbaye cistercienne à Kleinbartloff, dans le Land de Thuringe, dans le diocèse d'Erfurt.

## Histoire
L'abbaye est fondée par le comte Ernst II von Tonna-Gleichen avec des moines de l'abbaye de Volkenroda. En 1217, Louis IV de Thuringe apporte sa protection. Le pape Urbain IV confirme ses droits en 1262. Quelques décennies après sa fondation, elle prend possession de Kallmerode, Hausen et Kleinbartloff ainsi qu'en grande partie Beberstedt, Hüpstedt et Wüstungen. Aux XIVe siècle et XVe siècle, le monastère est pillé à plusieurs reprises. Le 29 avril 1525, il est victime de la Réforme et de la guerre des Paysans allemands animés par Thomas Müntzer, les moins fuient vers Heilbad Heiligenstadt et le château de Rusteberg. En 1585, l'abbé Philipp Busse fait reconstruire le monastère. Il est à nouveau détruit au cours de la guerre de Trente Ans et reconstruit en 1650. À partir de 1697, il est rénové selon le style baroque. Après la sécularisation en 1803, l'abbaye encore habitée par des moines devient tour à tour un domaine, une école agricole, une école pour femmes puis en 1949 un hôpital. Ses biens sont transmis à des églises d'Eichsfeld. Depuis 1995, l'église abbatiale est une salle de concert.